# 大紹恩湖

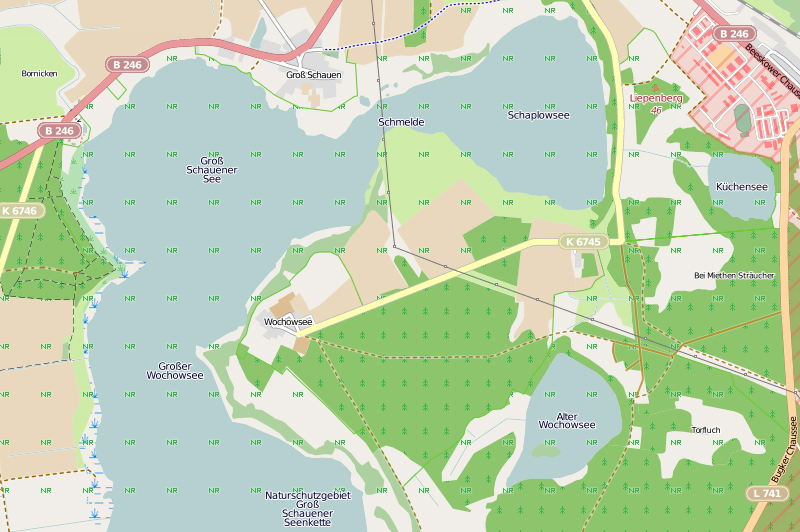

52°13′57″N 13°54′1″E / 52.23250°N 13.90028°E
大紹恩湖（德語：Großer Schauener See），是德國的湖泊，位於該國西南部，由勃蘭登堡州負責管轄，處於奧得-施普雷縣，長1.8公里、寬1.2公里，該湖西岸有附屬酒店和餐廳的漁業。